# Sluis 15

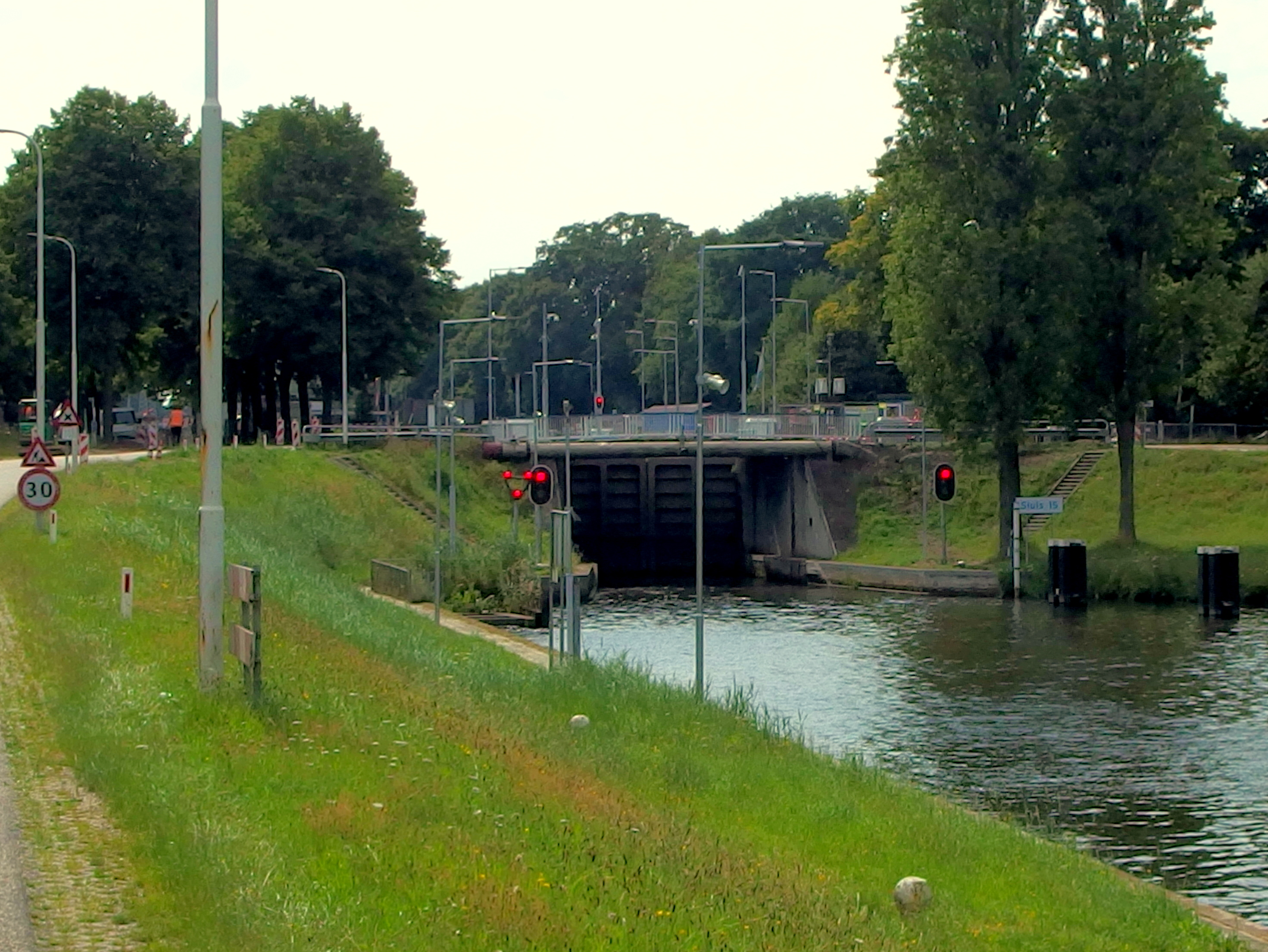
Sluis 15

Sluis 15 is een schutsluis in de Zuid-Willemsvaart, gelegen ten zuiden van Nederweert.
Deze sluis ligt ten noorden van het gehucht Roeven.
Oorspronkelijk lag de sluis tussen Nederweert en Budschop, 1 km noordelijker. Toen echter het Kanaal Wessem-Nederweert werd gegraven (1929) was de eis dat het waterpeil in de Zuid-Willemsvaart verlaagd werd. In 1925 werd daarom een nieuwe Sluis 15 geopend die stroomopwaarts van het voorziene kanalenkruispunt kwam te liggen.
Bij Sluis 15 ligt ook de Waterkrachtcentrale Roeven. Het voedingskanaal verbindt de Zuid-Willemsvaart met de Noordervaart. Doordat in 2023 de turbine in de waterkrachtcentrale werd verwijderd kan er meer water in de Noordervaart stromen van waar het water in het Peelgebied wordt geleid om daar de verdroging tegen te gaan.